# Kompromiss von 1877

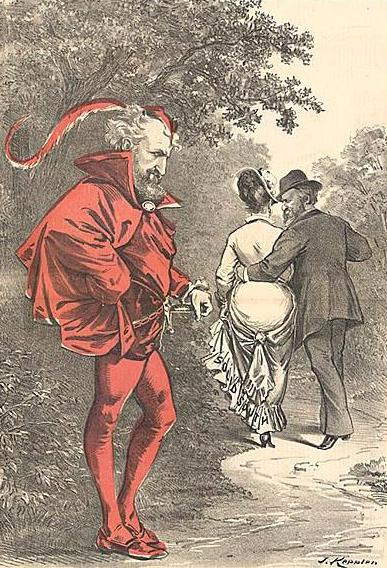
Eine politische Karikatur von Joseph Keppler aus dem Magazin Puck von 1877 zeigt den republikanischen Politiker Roscoe Conkling als Mephistopheles, während Rutherford B. Hayes mit dem als Frau dargestellten „Solid South“ verschwindet. In der Legende zu diesem „Teufelspakt“ wird aus Goethes Faust in englischer Übersetzung zitiert: „Er ist ein Teil von jener Kraft, die stets das Böse will und stets das Gute schafft.“

Der Kompromiss von 1877 (auch als Wormley Agreement oder Handel von 1877 bezeichnet) war eine informelle Vereinbarung zwischen Abgeordneten des Kongresses der Vereinigten Staaten, mit der der Streit um die umstrittene US-Präsidentschaftswahl von 1876 zwischen dem Demokraten Samuel J. Tilden und dem Republikaner Rutherford B. Hayes zugunsten des Letzteren beigelegt wurde. 
Bei der Wahl war erstmals in der Geschichte der USA die Situation eingetreten, dass ein Kandidat, Hayes, die Mehrheit der Wahlmänner-, sein Gegenkandidat hingegen die meisten Wählerstimmen gewonnen hatte. Der Kongress setzte eine Kommission ein, die das Wahlergebnis klären sollte. Dabei ging es um die Frage, inwieweit Afroamerikaner in den Südstaaten an der Stimmabgabe gehindert worden waren. Aufgrund des Kompromisses  erkannten die Demokraten die Wahl von Hayes an, dafür machten ihnen die Republikaner Zugeständnisse in den Staaten des so genannten Solid South: Die letzten Bundestruppen, die nach dem Amerikanischen Bürgerkrieg als Besatzung im Süden verblieben waren, wurden abgezogen und die Politik der sogenannten  Reconstruction definitiv beendet. Infolgedessen lösten die Demokraten die Republikaner als Regierungspartei in South Carolina, Florida und Louisiana ab.
Der Kompromiss verhinderte einerseits einen erneuten Gewaltausbruch nur 12 Jahre nach dem Ende des Bürgerkriegs, ermöglichte es aber andererseits den Demokraten, im Süden die sogenannten Jim-Crow-Gesetze durchzusetzen. Diese hebelten nach und nach den 14. und den 15. Zusatzartikel zur Verfassung der Vereinigten Staaten aus, etablierten die Rassentrennung und verwehrten den Afroamerikanern im Süden fast ein Jahrhundert lang die vollen Bürgerrechte. Viele afroamerikanische Republikaner fühlten sich von ihrer Partei verraten, da sie ihren durch das Bundesmilitär geschützten politischen Einfluss verloren.